# (6569) Ondaatje
(6569) Ondaatje (1993 MO) – planetoida z grupy Amora należąca do obiektów NEO okrążająca Słońce w ciągu 2 lat i 26 dni w średniej odległości 1,62 j.a. Została odkryta 22 czerwca 1993 roku w Palomar Observatory przez Jeana Muellera. Nazwa planetoidy została nadana na cześć Michaela Ondaatje, urodzonego na Sri Lance kanadyjskiego pisarza i poety.